# Schweizer Badmintonmeisterschaft 2009
Die Schweizer Badmintonmeisterschaft 2009 fand vom 29. Januar bis zum 1. Februar 2009 in Genf statt.

## Medaillengewinner
| Disziplin    | Gold                                  | Silber                      | Bronze                          |
| ------------ | ------------------------------------- | --------------------------- | ------------------------------- |
| Herreneinzel | Christian Bösiger                     | Michael Spühler             | Olivier Andrey                  |
| Herreneinzel | Christian Bösiger                     | Michael Spühler             | Shane Razi                      |
| Dameneinzel  | Jeanine Cicognini                     | Sabrina Jaquet              | Tenzin Pelling                  |
| Dameneinzel  | Jeanine Cicognini                     | Sabrina Jaquet              | Marion Gruber                   |
| Herrendoppel | Christian Bösiger Anthony Dumartheray | Simon Enkerli Roman Kunz    | Livio Dorizzi Janic Kleiner     |
| Herrendoppel | Christian Bösiger Anthony Dumartheray | Simon Enkerli Roman Kunz    | Marco Eggenschwiler Roman Trepp |
| Damendoppel  | Sabrina Jaquet Corinne Jörg           | Marion Gruber Sanya Herzig  | Monika Fischer Tenzin Pelling   |
| Damendoppel  | Sabrina Jaquet Corinne Jörg           | Marion Gruber Sanya Herzig  | Sabrina Mattle Nicole Schaller  |
| Mixed        | Anthony Dumartheray Sabrina Jaquet    | Oliver Colin Annina Spühler | Thomas Heiniger Enia Biedermann |
| Mixed        | Anthony Dumartheray Sabrina Jaquet    | Oliver Colin Annina Spühler | Simon Enkerli Sanya Herzig      |